# Министерство по делам Северной Ирландии
Министерство по делам Северной Ирландии (англ. Northern Ireland Office, NIO, ирл. Oifig Thuaisceart Éireann, ольст.-шотл. Norlin Airlann Oaffis) — британское ведомство, ответственное за дела Северной Ирландии.
Министерство по делам Северной Ирландии представляет интересы британского правительства в Северной Ирландии. В функции министерства входит контроль за исполнением Белфасткого и Сент-Эндрюсского соглашений, а также контроль и поддержка передачи уголовного правосудия и полицейских сил под контроль Ассамблеи Северной Ирландии.
Министерство несёт ответственность за избирательное право, права человека, равенство, национальную безопасность, урегулирование конфликта.
Министерство Северной Ирландии имеет тесные контакты с правительством республики Ирландии. Основными партнёрами в ирландском правительстве для NIO являются:
- Министерство иностранных дел и торговли Ирландии[4],
- Министерство премьер-министра Ирландии[5],
- Министерство юстиции и равенства Ирландии[6][7],
- Министерство окружающей среды, общин и местного самоуправления Ирландии[8].

Офис Министерства по делам Северной Ирландии находится в Белфасте и Лондоне. В Лондоне министерство размещается в том же комплексе зданий что и британская разведка MI5.